# Noman Çelebicihan
Noman Çelebicihan (En Tártaro de Crimea: نعمان چلبى جهان, Numan Çelebicihan; 1885 - 23 de febrero de 1918) fue un abogado, político, muftí y escritor de origen Tártaro de Crimea. Fue presidente de la efímera República Popular de Crimea establecida el 26 de noviembre (9 de diciembre en Calendario Gregoriano) de 1917. Es conocido por escribir "Ant etkenmen", poema que se convirtió en himno de la República que él había creado. Su muerte en manos de los bolcheviques durante la Guerra Civil Rusa todavía se conmemora entre los tártaros de Crimea.

## Biografía
Noman Çelebicihan nació en 1885, en el pueblo de Büyük Sonaq, en la región de Chonhar, Crimea, cerca de la actual ciudad de Dzhankoy. Hoy el pueblo no existe.
Su padre era İbraim Çelebi, miembro de una familia tártara acomodada. Su madre también era de una familia así. Noman Recibió su educación temprana en su pueblo. Posteriormente, debido a la falta de oportunidades, Çelebicihan fue enviado a Gülümbey Medrese, una de las madrasas  más conocidas de la época, con la ayuda de sus tíos. Más tarde fue enviado al Imperio Otomano para continuar su educación.
Llegó a Estambul en 1908, Asistió a la universidad Vefa Lisesi y luego a la Facultad de Derecho. Residió en el vecindario Karagümrük, donde vivía un pequeño grupo de estudiantes tártaros de Crimea. Una de las primeras organizaciones que fundó, mientras estudiaba en Estambul, fue Yaş Tatar Yazıcılar Cıyını (Asociación de Escritores Jóvenes Tártaros). Fundó esta asociación con su amigo Abibulla Temircan en 1910 y publicó sus primeras obras literarias como "Qarılğaçlar Duası" (Oración de Golondrinas), "Altın Yarıq" (Luz dorada) y "Şiirler Cönkü" (Colección de poemas). Fundó "Vatan" (Patria), que se convirtió en la semilla de la organización política Milliy Fırqa (Partido Nacional) para llevar a cabo el movimiento independiente en Crimea durante el período más turbulento en su historia.
Después de graduarse, Çelebicihan regresó a Crimea para involucrarse en el movimiento de independencia, y fue elegido para representar a la región de Or, Crimea en el Qurultay (Parlamento) tártaro de Crimea. Fue uno de los delegados más populares debido a su corta edad y educación que recibió en Estambul. Durante la apertura del Qurultay el 26 de noviembre de 1917, Noman fue elegido primer presidente de la joven República de Crimea.
No solo era presidente de un país, sino que también escritor y poeta. Además de sus obras antes mencionadas, sus poemas como Ant Etkenmen (He prometido), Bastırıq (Prisión), Ay gidi ... (Oh por ...), Yolcu Ğarip (Pobre viajero) y Tilkiden Selâm (Saludos del Zorro), unos de los más populares. Ant Etkenmen se convirtió en la letra del himno nacional de Crimea, y según Şevki Bektöre (otro poeta tártaro de Crimea), fue cantada por primera vez durante el histórico Qurultay en su inauguración en 1917, Su poema más memorable , sin embargo, es 'Savlıqman Qal Tatarlıq', que garabateó en las paredes de la estación de tren de Simferopol en su camino para reportarse al servicio militar durante la Primera Guerra Mundial.
En enero de 1918, apenas dos meses después de haber sido elegido para dirigir su nación en la Qurultay del pueblo tártaro de Crimea, las fuerzas bolcheviques invadieron Crimea. Fue arrestado y encarcelado en Sebastopol El 23 de febrero, y ese mismo día, un pelotón de fusilamiento de la Flota del Mar Negro lo ejecutó y arrojó su cuerpo al mar. Archivado el 6 de julio de 2017 en Wayback Machine.
- Datos: Q1124178
- Multimedia: Noman Çelebicihan / Q1124178